# Ivor Novello
Ivor Novello nascido David Ivor Davies (Cardiff, 15 de janeiro de 1893 — Londres, 6 de março de 1951) foi um ator, dramaturgo, cantor e compositor galês, um dos artistas britânicos mais populares da primeira metade do século XX.
Nascido em uma família musical, seus primeiros sucessos foram como compositor, tais quais "Keep the Home Fires Burning" (1914), que foi extremamente popular durante a Primeira Guerra Mundial, e seu espetáculo de 1917, Theodore & Co, que foi um sucesso no mesmo periodo. Após a guerra, Novello contribuiu com números para diversas comédias musicais de sucesso e acabou sendo contratado para escrever trilhas sonoras de shows completos. Ele escreveu seus musicais no estilo opereta e frequentemente compôs sua música para os libretos de Christopher Hassall.
Na década de 1920, ele se voltou para a atuação, primeiro em filmes britânicos e depois no palco, com sucesso considerável em ambos. Ele estrelou dois filmes mudos dirigidos por Alfred Hitchcock, The Lodger e Downhill (ambos de 1927). No palco, ele interpretou o personagem-título na primeira produção londrina de Liliom (1926). Novello foi brevemente para Hollywood, mas logo retornou ao Reino Unido, onde obteve mais sucesso, especialmente no palco, aparecendo em suas próprias produções musicais luxuosas no West End.
A partir da década de 1930, ele frequentemente se apresentava com Zena Dare, escrevendo partes para ela em suas obras. Ele continuou escrevendo para o cinema, mas em sua carreira posterior seus maiores sucessos foram com musicais teatrais.
O prêmio Ivor Novello, nomeado em sua homenagem, são concedidos anualmente desde 1955 a composições e compositores da Grã-Bretanha.

## Filmografia

### Ator
| Ano  | Título                           | Papel                                  | País                   |
| ---- | -------------------------------- | -------------------------------------- | ---------------------- |
| 1920 | Miarka: The Daughter of the Bear | Ivor                                   | França                 |
| 1921 | The Call of the Blood            | Maurice Delarey                        | França                 |
| 1921 | Carnival                         | Count Andrea Scipione                  | Reino Unido            |
| 1922 | The Bohemian Girl                | Thaddeus                               | Reino Unido            |
| 1923 | The White Rose                   | Joseph Beaugarde                       | Estados Unidos         |
| 1923 | Bonnie Prince Charlie            | Prince Charles Stuart                  | Reino Unido            |
| 1923 | The Man Without Desire           | Count Vittorio Dandolo                 | Alemanha / Reino Unido |
| 1925 | The Rat                          | Pierre Boucheron, 'the Rat'            | Reino Unido            |
| 1926 | The Triumph of the Rat           | Pierre Boucheron, 'the Rat'            | Reino Unido            |
| 1927 | The Lodger                       | The Lodger                             | Reino Unido            |
| 1927 | Downhill                         | Roddy Berwick                          | Reino Unido            |
| 1928 | The Constant Nymph               | Lewis Dodd                             | Reino Unido            |
| 1928 | The Vortex                       | Nicky Lancaster                        | Reino Unido            |
| 1928 | A South Sea Bubble               | Vernon Winslow                         | Reino Unido            |
| 1928 | The Gallant Hussar               | Lieutenant Stephen Alrik               | Alemanha / Reino Unido |
| 1929 | The Return of the Rat            | Pierre Boucheron, 'the Rat'            | Reino Unido            |
| 1930 | Symphony in Two Flats            | David Kennard                          | Reino Unido            |
| 1931 | Once a Lady                      | Bennett Cloud                          | Estados Unidos         |
| 1932 | The Lodger                       | Michel Angeloff/"The Bosnian Murderer" | Reino Unido            |
| 1933 | I Lived with You                 | Prince Felix Lenieff                   | Reino Unido            |
| 1933 | Sleeping Car                     | Gaston                                 | Reino Unido            |
| 1934 | Autumn Crocus                    | Andreas Steiner                        | Reino Unido            |

### Escritor
| Ano  | Título                 | País           |
| ---- | ---------------------- | -------------- |
| 1925 | The Rat                | Reino Unido    |
| 1926 | The Triumph of the Rat | Reino Unido    |
| 1927 | Downhill               | Reino Unido    |
| 1929 | The Return of the Rat  | Reino Unido    |
| 1930 | Symphony in Two Flats  | Reino Unido    |
| 1932 | Tarzan the Ape Man     | Estados Unidos |
| 1932 | But the Flesh Is Weak  | Estados Unidos |
| 1932 | The Lodger             | Reino Unido    |
| 1933 | I Lived with You       | Reino Unido    |
| 1937 | Glamorous Night        | Reino Unido    |
| 1937 | The Rat                | Reino Unido    |
| 1941 | Free and Easy          | Estados Unidos |
| 1950 | The Dancing Years      | Reino Unido    |
| 1955 | King's Rhapsody        | Reino Unido    |